# Kelley Deal 6000
Kelley Deal 6000 est un groupe de rock alternatif américain, originaire de Saint Paul, dans le Minnesota. Le groupe est actif entre 1995 et 1997, et compte deux albums studio, Go to the Sugar Altar (1996) et Boom! Boom! Boom! (1997).

## Biographie
En 1995, la guitariste de The Breeders, Kelley Deal fonde le groupe Solid State après être sortie d’une cure de désintoxication. Elle recrute Steve Salett à la guitare, Marty Nedich à la basse et Nick Hook à la batterie. Leur premier album Go to the Sugar Altar sort en 1996. À la suite de l'enregistrement de ce disque, le groupe change de nom et devient The Kelley Deal 6000 pour éviter le procès avec un autre groupe ayant le patronyme de Solid State. Lors de la tournée européenne, Steve Salett quitte le groupe, et plusieurs guitaristes se succèdent, avant que Todd Mund, le manager du groupe prenne la place. 
Lors de l'enregistrement du second album Boom! Boom! Boom!, Nick Hook est remplacé par Todd Johnson. L'album sort en 1997, suivi par une tournée en Europe et États-Unis. Kelley Deal décide de se consacrer à d'autres projets dont son nouveau groupe, The Breeders.

## Discographie
- 1996 : Go to the Sugar Altar (sous le nom de Solid State)
- 1997 : Boom! Boom! Boom!